# Plansee Group
Die Plansee Group (benannt nach dem Plansee; Firmenbezeichnung: Plansee Holding AG) ist ein österreichisches Unternehmen mit Sitz in Reutte. Die Unternehmensgruppe beschäftigt sich mit der pulvermetallurgischen Herstellung von Werkstoffen (Molybdän und Wolfram) sowie deren Weiterverarbeitung zu Werkzeugen und Formteilen. Die Plansee Group ist ein Privatunternehmen und gilt als Weltmarktführer.

## Geschichte
Paul Schwarzkopf, Techniker und Industrieller im Bereich der Pulvermetallurgie, gründete 1921 die Metallwerk Plansee GmbH am Archbach, einem aus dem Plansee abfließenden Zufluss des Lechs. Schwarzkopf suchte damals per Zeitungsinserat nach einem geeigneten Produktionsstandort in der Nähe eines Wasserkraftwerkes und entschied sich letztlich für Reutte. Von 1929 bis 1931 begann man mithilfe neuer und eigens entwickelter Verfahren Hartmetalle und Hartstoffe zu produzieren.
1938 wurde Schwarzkopf nach dem Anschluss Österreichs an das Deutsche Reich enteignet, da er nach den Nürnberger Gesetzen als Jude galt, und flüchtete vor den Nationalsozialisten in die USA. Zwischen 1938 und 1952 war das Unternehmen daher Teil der Deutschen Edelstahlwerke AG.
Schwarzkopf gründete 1939 die American Electro Metal Corporation, die heute unter dem Namen Plansee USA LLC geführt wird. Schwarzkopf forschte im Exil weiter auf dem Gebiet der Pulvermetallurgie und kehrte 1947 nach Europa zurück.

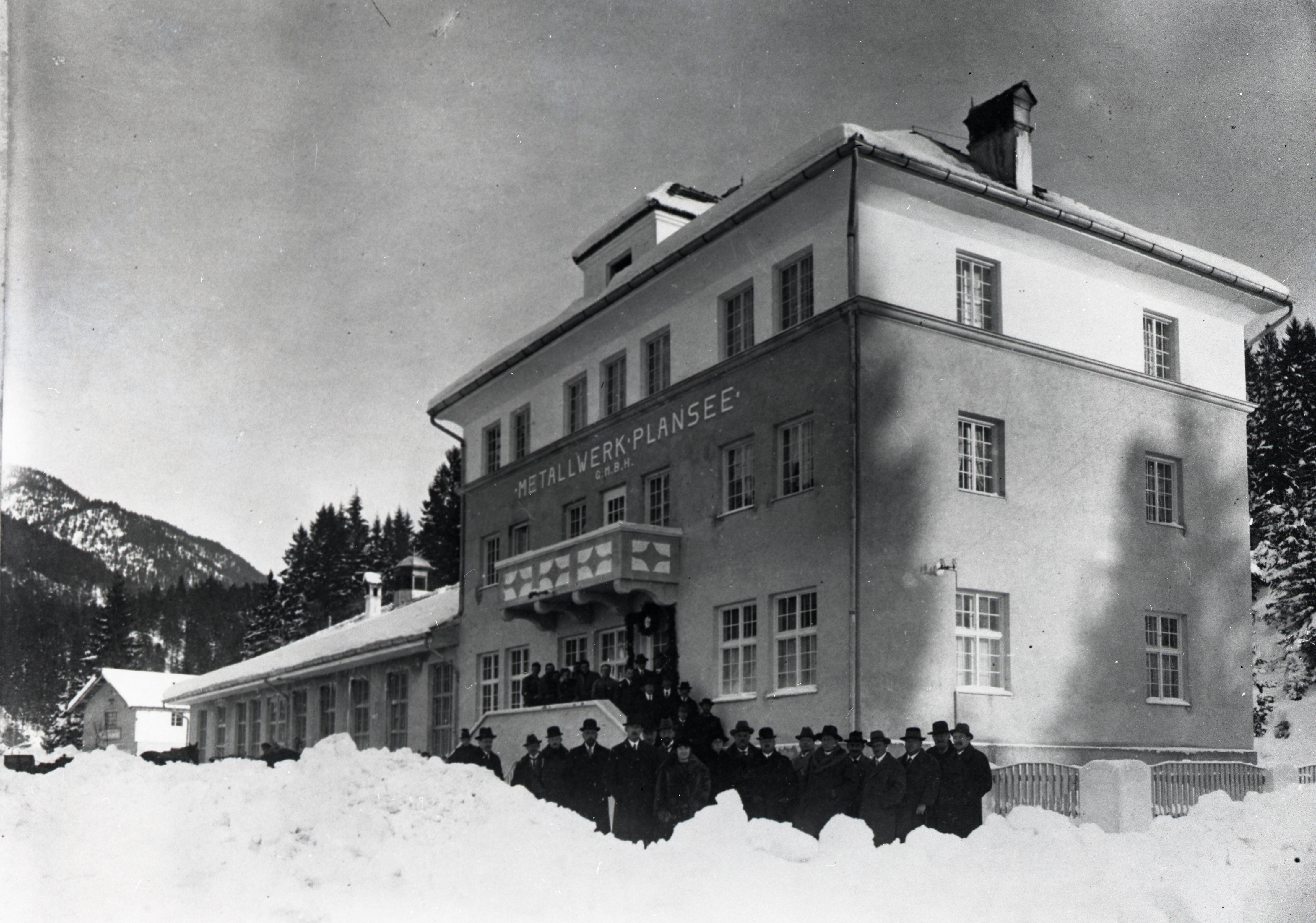
Metallwerk Plansee (1922)

1952 wurde Paul Schwarzkopf wieder alleiniger Besitzer der Metallwerk Plansee GmbH und baute die Firma zu einem global tätigen Unternehmen aus.
1970 starb Paul Schwarzkopf in Reutte. Das Unternehmen wurde in der Folge von Familienmitgliedern und von familienfremden Managern geführt.
Zu Beginn der 1980er-Jahre bestand die Plansee Group weltweit aus 14 Gesellschaften. 1987 wurden die Aktivitäten der Plansee Hochleistungswerkstoffe und der Plansee Hartmetall-Werkzeuge (Plansee Tizit) getrennt.

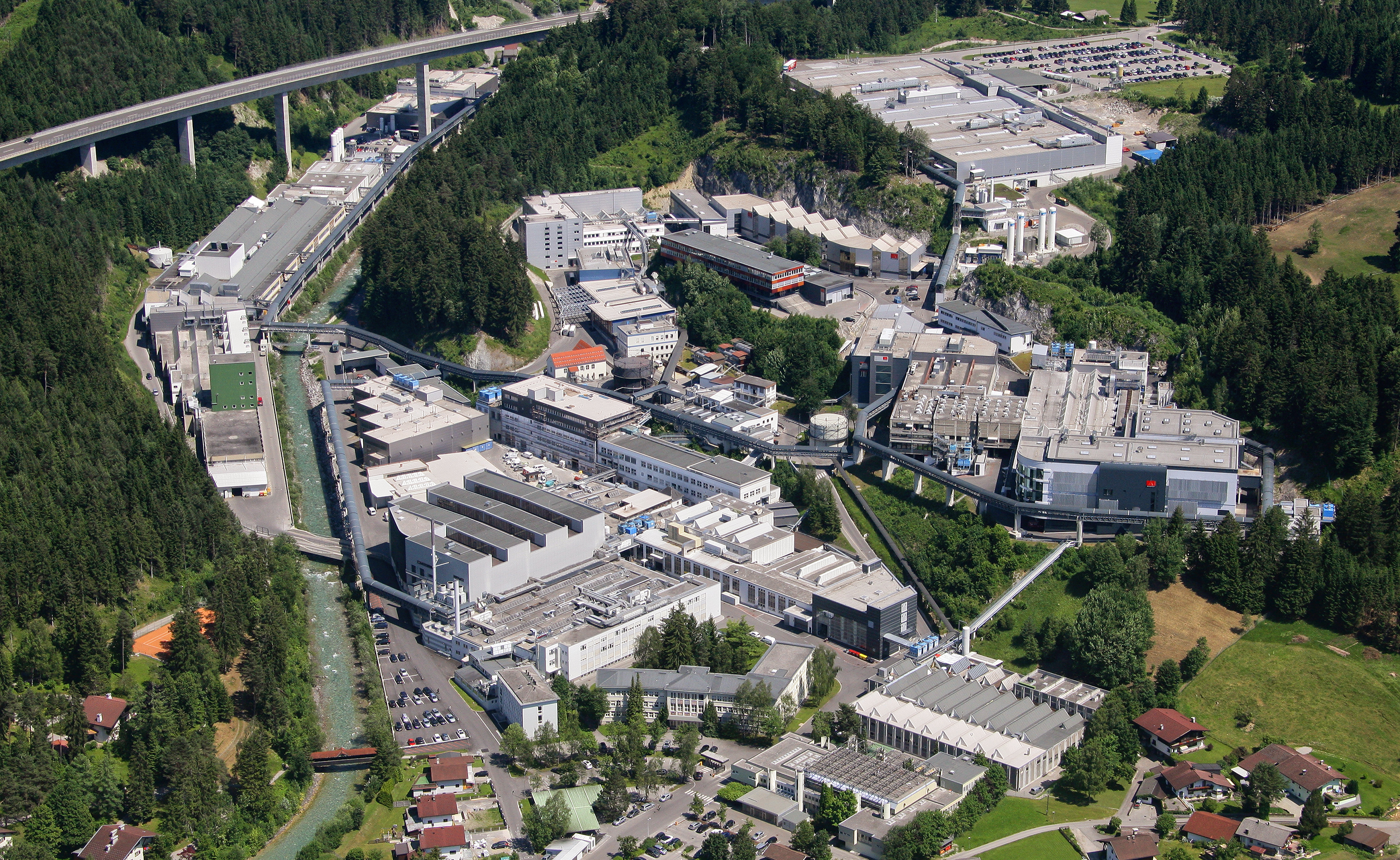
Plansee Group Produktionsstandort in Reutte (2018)

1996 kam es zu einem Brand in der Sinterei von Plansee Tizit in Reutte. Hilde Schwarzkopf, die seit 1978 die Familieninteressen im Aufsichtsrat vertrat, setzte sich trotz der Schadenshöhe für den baldigen Wiederaufbau des Standortes ein.
2002 fusioniert die Plansee Group ihren Geschäftsbereich Plansee Hartmetall-Werkzeug mit dem Luxemburger Unternehmen Cerametal zu dem neuen Unternehmen Ceratizit. Die Plansee Group ist an Ceratizit zunächst mit 50 Prozent beteiligt, seit 2021 mehrheitlich. Bereits 1948 gab es ein Joint Venture von Cerametal und Plansee.
2008 übernahm die Plansee Group den Geschäftsbereich GTP (Global Tungsten & Powders, also Wolfram) von Osram Sylvania. Seit 2011 beteiligt sich die Plansee Group schrittweise am chilenischen Molybdän- und Rheniumhersteller Molymet.
Im Jahr 2022 wurde bekannt, dass Plansee das US-Unternehmen Mi-Tech, das als einer der führenden Anbieter für Produkte aus Wolfram in den USA gilt, gekauft hat.
Die Plansee Group gliedert sich heute in zwei Unternehmensbereiche und eine Beteiligung: Plansee Hochleistungswerkstoffe, Ceratizit Hartstoffe & Werkzeuge. Global Tungsten & Powders wurde 2021 als Business Division in die Ceratizit eingegliedert.
Das Unternehmen betreibt weltweit 41 Produktionsstandorte auf drei Kontinenten und Vertriebsniederlassungen und -repräsentanzen in 50 Ländern.

### Klima-Fußabdruck
Ab der Gründung 1921 und bis etwa 2003 wurde im Werk Reutte der benötigte Wasserstoff durch Elektrolyse (von Wasser) hergestellt. Seit 2003 wird der Wasserstoff jedoch kostengünstiger aus Erdgasspaltung erzeugt, Nebenprodukt ist Kohlenstoffdioxid. Mit 7 Millionen Kubikmeter pro Jahr (Stand 2022) ist das Werk ein großer Wasserstoffverbraucher in Österreich.
Um den CO2-Fußabdruck des Werks zu verringern, soll ab 2025 die Hälfte des Wasserstoffs wieder durch Elektrolyse erzeugt werden. Ab 2030 zur Gänze.

## Konzernstruktur
Die Plansee Holding AG unterhält folgende Tochterunternehmen bzw. Beteiligungen:

### Plansee Hochleistungswerkstoffe
Die Plansee Hochleistungswerkstoffe entwickelt und produziert Halbzeuge und Komponenten aus Molybdän, Wolfram sowie Wolfram-basierten Schwermetalllegierungen. Diese Metalle werden in Anwendungen wie beispielsweise in der Beschichtungsindustrie, Energieübertragung, Lichtindustrie, Hochtemperaturofenbau, Halbleiterfertigung, Elektronikindustrie und Medizintechnik benötigt. Etwa Wolfram als Glühfaden der Glühlampe, Anode in der Röntgenröhre oder Schweißelektrode.

### Ceratizit Hartstoffe & Werkzeuge
Die Ceratizit S.A. ist eine Aktiengesellschaft mit Sitz in Mamer, Luxemburg, an der die Plansee Holding AG seit März 2021 mit 100 % beteiligt ist.
Ceratizit entwickelt und produziert Werkzeuge für die Zerspanung sowie Verschleißteile für die industrielle Fertigung aus Hartmetall und anderen Hartstoffen. Nach einer Reihe von kleineren Übernahmen von Vollhartmetallwerkzeugherstellern hat Ceratizit im Oktober 2017 die Komet Group übernommen, einen Hersteller von Präzisionswerkzeugen.

### Global Tungsten & Powders
Global Tungsten & Powders (GTP) mit Stammsitz USA ist einer der führenden Hersteller von Wolframpulver. Wolframschrotte und Wolfram-Erzkonzentrate werden zu Ammoniumparawolframat (APW) und weiter zu Wolfram-Metallpulver, Wolframcarbid und pressfertigen Pulvern verarbeitet. GTP hat ein Tochterunternehmen in Bruntál (Tschechien) und wurde zum 1. August 2008 nach Zustimmung der Kartellbehörde als damals vierter Unternehmensbereich in die Ceratizit Group eingegliedert.
Am 12. Juni 2015 übernahm GTP das auf das Recycling von Hartmetallschrotten spezialisierte Unternehmen Tikomet in Finnland.
Der Unternehmensbereich PMG Sinterformteile wurde 2011 verkauft. In der Plansee Group Functions GmbH sind Holding-Funktionen der Plansee Group gebündelt.

### Molymet
An der börsennotierten Molibdenos y Metalas S.A. (kurz Molymet) mit Sitz in Santiago de Chile, ist die Plansee Group mit 20 Prozent beteiligt. Molymet ist auf die Verarbeitung von Molybdän-Erzkonzentraten und Rhenium spezialisiert.

## Produkte
Die Unternehmen der Plansee Group decken die gesamte Prozesskette der Pulvermetallurgie ab. Aus dem abgebauten Erz entsteht reines Metallpulver. Dieses wird pulvermetallurgisch durch Pressen, Sintern und Umformen zu Halbzeugen und Werkzeug-Rohlingen weiterverarbeitet und abschließend mechanisch bearbeitet. Je nach Anforderung liefert die Plansee Group Metallpulver, Halbzeuge oder einbaufertige Komponenten aus Refraktär- und Hartmetallen. Aufgrund knapper und teurer Ressourcen gewinnt dabei der erste Schritt – die Rohstoffbeschaffung durch die Zusammenarbeit mit Minen oder Recycling – zunehmend an Bedeutung.
Hauptsächlich werden in der Plansee Group die Werkstoffe Molybdän und Wolfram verarbeitet, aber auch andere hochschmelzende Metalle wie Tantal, Niob und Chrom sowie deren Legierungen und Verbundwerkstoffe.
Zu den Absatzmärkten gehören die Unterhaltungselektronik, die Automobilindustrie, der Maschinenbau, die Bauindustrie, die Energietechnik, die Medizintechnik, die Halbleiterindustrie und die Luft- und Raumfahrt.

## Soziales Engagement

### Paul Schwarzkopf-Stiftung
Die nach dem Unternehmensgründer Paul Schwarzkopf benannte Stiftung mit Sitz in Reutte verfolgt das Ziel, die Ausbildung und die schulische Weiterbildung von Jugendlichen aus ökonomisch schwachen Familien zu fördern.

### Plansee Konzerte

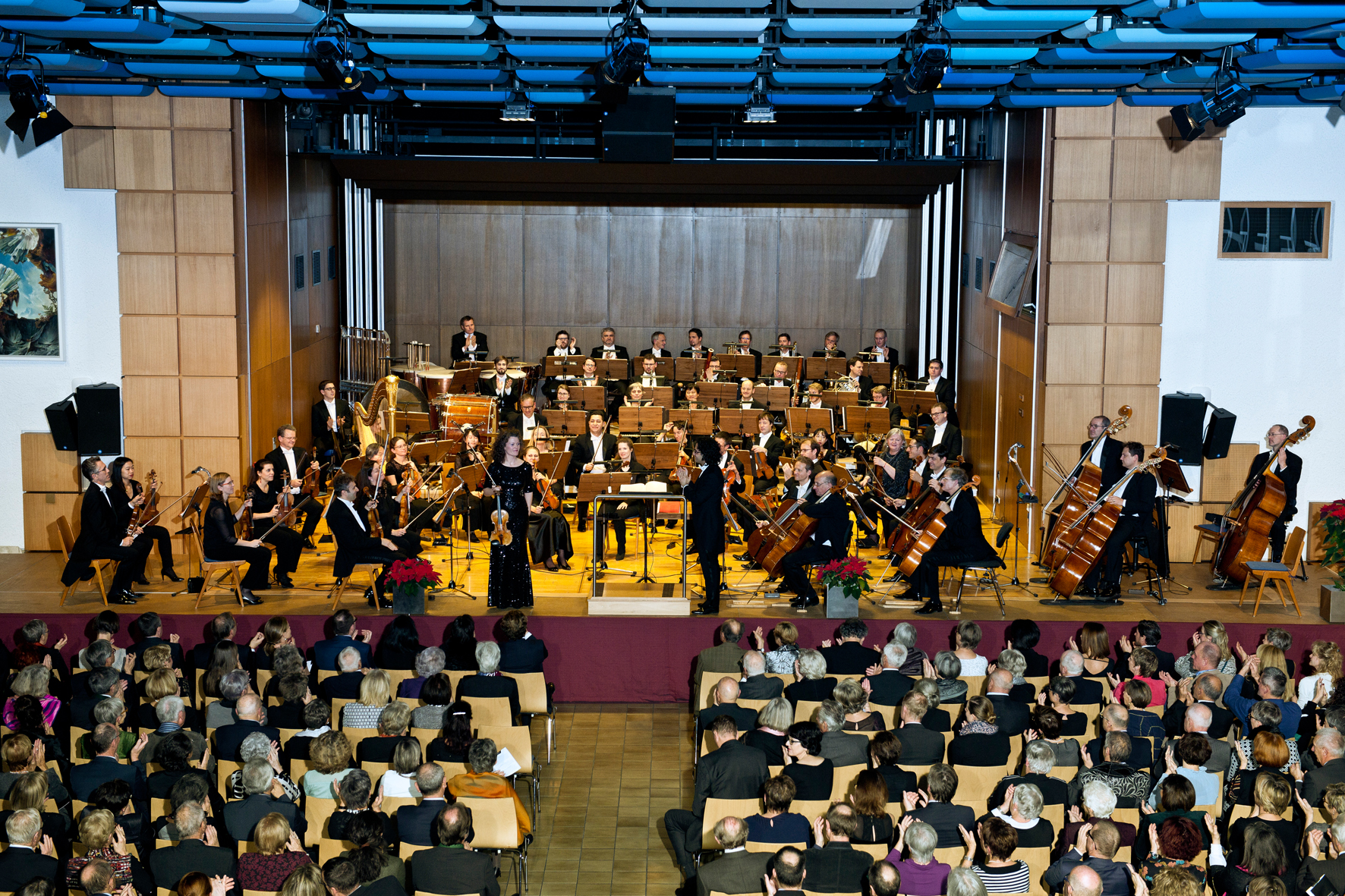
Impression (Plansee Konzerte)

Die Plansee Konzerte wurden auf Initiative von Hilde und Walter Schwarzkopf ins Leben gerufen und finden regelmäßig seit 1975 statt. Sie werden von der Plansee Group organisiert und finanziert. Eine Konzertsaison beinhaltet fünf überwiegend klassisch geprägte Konzerte. Der 1978 gebaute Konzertsaal auf dem Firmengelände der Plansee Group in Reutte fungiert tagsüber als Kantine für die Mitarbeiter.

## Plansee Seminar
Das Plansee Seminar ist ein internationaler Fachkongress über die Entwicklung und Produktion von Refraktärmetallen und Hartstoffen. Experten aus Forschung, Wissenschaft und Industrie tauschen sich über Anwendungen, Werkstoffe, Fertigungstechnologien sowie Prüf- und Charakterisierungsmethoden aus. Das Plansee Seminar findet alle vier Jahre statt und wird von der Plansee Group in Reutte veranstaltet. Das erste Plansee Seminar fand 1952 in Reutte statt.